# CumEx-Files

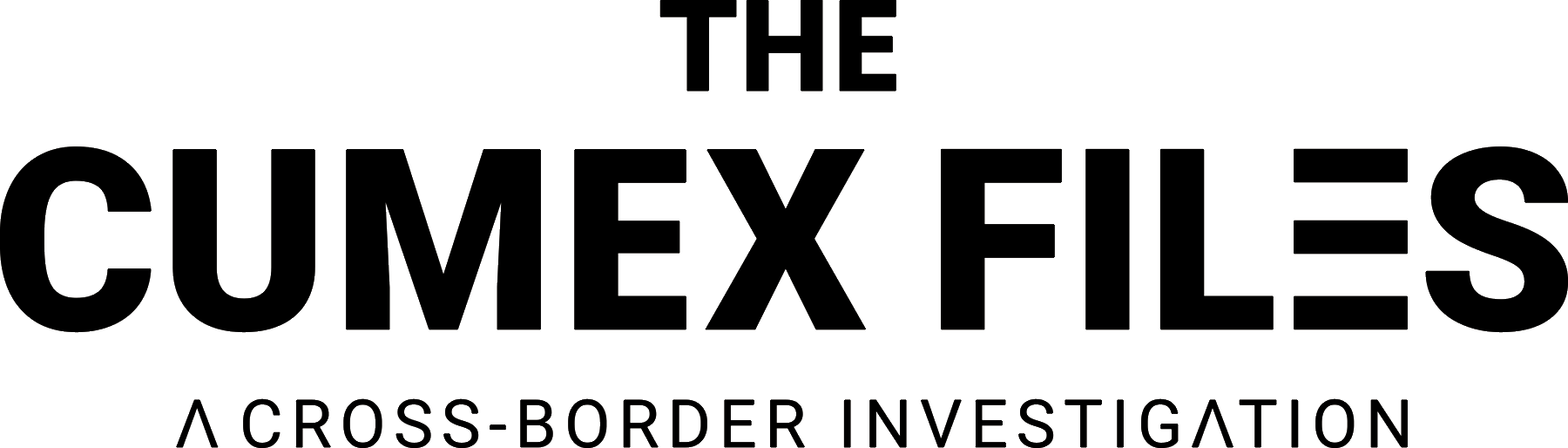
Logo der länderübergreifenden Recherche

Betroffene Länder in Europa (je dunkler umso stärker)

Unter CumEx-Files veröffentlichte am 18. Oktober 2018 Correctiv in Kooperation mit weiteren Medien aus zwölf Ländern über Jahre erarbeitete Rechercheergebnisse zum europäischen Cum-Ex-Steuerbetrug.
Als Cum Ex wird eine Form der Steuerhinterziehung bezeichnet. Ein Netzwerk von Aktienhändlern, Steuerberatern, Bankern und Anwälten entwendete damit den europäischen Steuerbehörden viele Milliarden Euro. Die fünf am stärksten betroffenen europäischen Länder verloren mehr als 62,9 Milliarden US-Dollar. Der deutsche Staat wurde nachweislich um 31,8 Milliarden Euro betrogen.
Die Cum-Ex-Geschäfte waren dem Bundesfinanzministerium seit spätestens 2002 bekannt.

## Vorgehen
Unternehmen schütten ihren Aktionären meist einmal im Jahr Dividende aus. Das ist die Gewinnbeteiligung für die Aktionäre am Unternehmensgewinn. Auf Dividende ist Kapitalertragsteuer fällig. Die Beteiligten verschoben die Aktien innerhalb kurzer Zeit hin und her. Das Ziel dabei war, dass der Staat die Kapitalertragsteuer wieder zurückzahlt. Bei diesen Geschäften wurde die Steuer sogar mehrfach zurückerstattet, teilweise sogar an Beteiligte, die gar keine Steuern gezahlt hatten.

## Dokumentarfilm
- Susanne Binninger, Britt Beyer: Auf der Spur des Geldes. Dokumentarfilm über die investigativen Recherchen von Correctiv. ZDF/ARTE. 2021. Erstsendung: 9. November 2021, ARTE.[4]
- Judith Lentze: Systemfehler: Der Cum-Ex Skandal. Dokumentarfilm basierend auf den Recherchen von Oliver Schröm. Deutschland, Österreich, 2025. ZDF-Mediathek: ab 22. März 2025, Erstsendung: 16. April 2025, 3sat.[5][6]

## Fernsehserie
- Die Affäre Cum-Ex. Fiktionale achtteilige deutsch-dänische Serie inspiriert von den Recherchen von Oliver Schröm. Regie: Dustin Loose, Kaspar Munk. Deutschland, Dänemark, Österreich 2025.[7][8][9][10]